# Красово-Велике
Красово-Велике (пол. Krasowo Wielkie) — село в Польщі, у гміні Нові Пекути Високомазовецького повіту Підляського воєводства.
Населення — 193 особи (2011).
У 1975-1998 роках село належало до Ломжинського воєводства.

## Демографія
Демографічна структура станом на 31 березня 2011 року:
|          | Загалом | Допрацездатний вік | Працездатний вік | Постпрацездатний вік |
| -------- | ------- | ------------------ | ---------------- | -------------------- |
| Чоловіки | 97      | 18                 | 66               | 13                   |
| Жінки    | 96      | 17                 | 52               | 27                   |
| Разом    | 193     | 35                 | 118              | 40                   |